# Brycinus kingsleyae
Brycinus kingsleyae är en fiskart som först beskrevs av Günther, 1896.  Brycinus kingsleyae ingår i släktet Brycinus och familjen Alestidae. IUCN kategoriserar arten globalt som livskraftig. Inga underarter finns listade.